# Cephalosphaera usambarensis
Cephalosphaera usambarensis es la única especie de planta con flor del género monotípico Cephalosphaera. Es una leguminosa perteneciente a la familia Myristicaceae.
Es originaria de los bosques perennifolios de Kenia y Tanzania.

## Taxonomía
Cephalosphaera usambarensis fue descrita por (Warb.) Warb.  y publicado en Botanische Jahrbücher für Systematik, Pflanzengeschichte und Pflanzengeographie 33: 383. 1904.
Sinonimia
- Brochoneura usambarensis Warb.[3]